# Clemència d'Aquitània
Clemència d'Aquitània, nascuda el 1060, morta el 4 de gener de 1142, era probablement filla de Guillem VII d'Aquitània, conegut com a Pere Guillem VII, l'Aliga o Aigret duc d'Aquitània i V comte de Poitiers, i d'Ermesenda.
Es va casar en primeres noces vers 1065 amb Conrad I de Luxemburg (1040 † 1086), comte de Luxemburg. Van tenir a:
- Enric III († 1096), comte a Luxemburg
- Conrad, citat el 1080
- Matilde (1070 - † ?), casada amb Godofreu (1075 - † ?), comte de Bleisgau
- Rodolf († 1099), abat de Saint-Vannes a Verdun
- Ermesinda (1075 † 1143), casada el 1096 amb Albert II de Moha († 1098), comte d'Eguisheim i de Dagsburg, i el 1102 a Godofreu I de Namur, (1067 † 1139), comte de Namur
- Guillem I (1081 † 1131), comte de Luxemburg

Vídua, es casa de nou amb Gerard I de Gueldre († 1129), comte de Wassenberg i de Gueldre. Aquest comte es va casar dues vegades i va tenir dos fills dels quals la mare no ha estat identificada. Aquests dos fills podrien ser de Clemència, i són:
- Iolanda, casada vers 1107 amb Balduí III († 1120), comte d'Hainaut, i després amb Godofreu de Bouchain, vescomte de Valenciennes
- Gerard II († 1131), comte de Gueldre i de Wassenberg.